# Demetrios Palaiologos
Demetrios Palaiologos, död 1470, var en bysantinsk prins. Han var regerande despot av Despotatet Morea 1449–1460.